# Kees de Kort (schilder)
Cornelis Jacobus (Kees) de Kort (Nijkerk, 2 december 1934 – Bergen (NH), 19 augustus 2022) Nederlandse schilder, ontwerper en illustrator. Hij was vooral bekend om zijn illustraties van Bijbelverhalen.

## Biografie
De Kort studeerde van 1956 tot 1962 aan de Kunstacademie te Amersfoort, aan de Academie voor Beeldende Kunsten Artibus te Utrecht en de Rijksakademie van beeldende kunsten te Amsterdam.
De Kort begon Bijbelverhalen te illustreren voor de Schoolradio, waarbij de illustraties bedoeld waren om te tonen hoe voorwerpen er in Bijbelse tijden uitzagen. In 1965 werd hij gekozen door een commissie om in opdracht van het Nederlands Bijbelgenootschap een serie Bijbelverhalen voor mensen met een verstandelijke beperking te maken. Dat resulteerde in de serie Wat de bijbel ons vertelt waarvan het eerste deel in 1967 verscheen. Deze serie, waarvan elk boekje een Bijbelverhaal bevat, bleek bij een veel groter publiek aan te slaan. 
De kenmerkende tekenstijl ontwikkelde De Kort door kinderen die tekenen te observeren. De tekeningen bestaan uit rustige vlakken die afwisselend gekleurd zijn. De teksten zijn eenvoudig en kort, dikwijls niet meer dan een enkele zin per illustratie en gebaseerd op de oorspronkelijke Bijbeltekst. De boekjes uit de serie werden vertaald in tientallen talen. Na 28 delen werd de serie in 1992 gebundeld in de Kijkbijbel. Daarnaast heeft hij de Neukirchener Kinderbibel en de Neukirchener Erzählbibel geïllustreerd samen met zijn zoon Michiel de Kort. Met zijn andere zoon Hjalmar de Kort illustreerde hij Es begann im Paradies. Daarnaast heeft De Kort illustraties gemaakt voor volwassenen over de Bijbelboeken Amos, Hooglied en Job.
De Kort heeft ook glas in loodramen en drieluiken met religieuze voorstellingen in opdracht vervaardigd. Een seculier thema binnen zijn werk vormen varkens, waardoor hij gefascineerd was.

## Persoonlijk
De Kort was getrouwd met Korneel Min en had twee zonen. Hij overleed op 87-jarige leeftijd in zijn woonplaats Bergen.

## Erkenning
Kees de Kort was erelid van het KunstenaarsCentrumBergen (KCB)
- 1995: Spaanprijs voor onder meer zijn werk in Wat de bijbel ons vertelt.
- 1999: Pluim van de maand voor zijn Kijkbijbel.
- 2015: Ridder in de Orde van Oranje Nassau, uitgereikt bij de opening van de tentoonstelling 50 jaar samenwerking met het NBG.